# Тера
Тера је име које потиче од лат. Terra, што је било име богиње Земље. Ова богиња је преузета из грчке митологије, где се звала Геја, и преименована у облик близак Римљанима. Данас се у многим језицима овако зове планета Земља. У религији старог Рима и митологија, Tellus Mater или Terra Mater ("Мајка Земља") је персонификација Земље. Иако се Телус и Тера тешко разликују током царске ере, Телус је било име оригиналне богиње земље у религиозним праксама Републике или раније.
Израз се очувао у многим другим ситуацијама, као на пример израз за непознату земљу је тера инкогнита (лат. terra incognita).

## Храм
Терин храм је био најистакнутија знаменитост Карина, ‍:8.361 монденског краја на брду Опиан.‍:71, 378 Био је у близини домова (домус) који су припадали Помпеју‍:133, 378  и породици Цицерон.‍:378 ‍:2.3.7
Храм је био резултат завета који је 268. п. н. е. дао Публије Семпроније Софус када се догодио земљотрес током битке са Пиценима.‍:378  Други кажу да су га изградили Римљани. Заузео је некадашњу локацију куће која је припадала Спуријусу Касијусу, а која је била срушена када је погубљен 485. п. н. е. због покушаја да се постави за краља. Храм који је саградио Софус више од два века касније највероватније је била обнова храма кога је изградио народ Рима.‍:378 У храму је био похрањен тајанствени предмет назван magmentarium‍:379

## Фестивали
Празници који су славили Теру углавном су се бавили пољопривредом и често повезани са Церером. У јануару су обе богиње биле почашћене као „мајке производа“ на празнику сетве.
Тера је примала жртву стеоне краве на Фордицидији, фестивалу плодности и сточарства‍:45  одржаваном 15. априла, усред Цереалије (12–19. априла).‍:163  Празници за божанства и вегетације одржавали су се у априлу по римском календару.‍:67